# Australian Touring Car Championship 1993
Sezon 1993 w Australian Touring Car Championship był 34. sezonem Australijskich Mistrzostw Samochodów Turystycznych. Rozpoczął się on 28 lutego na torze Amaroo Park a zakończył 8 sierpnia wyścigami na torze Oran Park Raceway.
Był to pierwszy sezon rozgrywany według nowej formuły która później przyjęła nazwę V8 Supercars. Tytuł mistrzowski zdobył po raz pierwszy w karierze Glenn Seton, a jego kolega z zespołu, były mistrz świata Formuły 1 Alan Jones został wicemistrzem. W kategorii samochodów z silnikami o pojemności do 2 litrów mistrzem został Peter Doulman.
Sezon składał się z dziewięciu rund po dwa wyścigi. Wyjątkiem była pierwsza runda w której pierwszy wyścig odbył się osobno dla samochodów kategorii 5.0L (V8) oraz dla samochodów kategorii 2.0L.

## Lista startowa
| Zespół                                       | Samochód                                              | Nr | Kierowcy                  |
| -------------------------------------------- | ----------------------------------------------------- | -- | ------------------------- |
| Gibson Motor Sport (Winfield Racing)         | Holden VP Commodore                                   | 1  | Mark Skaife               |
| Gibson Motor Sport (Winfield Racing)         | Holden VP Commodore                                   | 2  | Jim Richards              |
| Lansvale Racing Team                         | Holden VP Commodore                                   | 3  | Trevor Ashby Steve Reed   |
| Bob Forbes Motorsport                        | Holden VP Commodore                                   | 4  | Mark Gibbs                |
| Bob Forbes Motorsport                        | Holden VP Commodore                                   | 7  | Neil Crompton             |
| Holden Dealer Team (Advantage Racing)        | Holden VP Commodore                                   | 05 | Peter Brock               |
| Caltex CXT Racing                            | Toyota Corolla FX-GT AE90 Toyota Corolla Seca AE93    | 6  | John Smith                |
| Caltex CXT Racing                            | Toyota Corolla Seca AE93                              | 8  | Colin Bond                |
| Perkins Engineering (Castrol Perkins Racing) | Holden VL Commodore SS Group A SV Holden VP Commodore | 11 | Larry Perkins             |
| Ampol Max 3 Racing                           | Holden VP Commodore                                   | 12 | Bob Jones                 |
| Bob Holden Motors                            | Toyota Sprinter AE86                                  | 13 | Bob Holden                |
| Holden Racing Team                           | Holden VP Commodore                                   | 15 | Tomas Mezera              |
| Holden Racing Team                           | Holden VP Commodore                                   | 16 | Wayne Gardner             |
| Dick Johnson Racing                          | Ford EB Falcon                                        | 17 | Dick Johnson              |
| Dick Johnson Racing                          | Ford EB Falcon                                        | 18 | John Bowe                 |
| LoGaMo Racing                                | BMW M3 Evolution                                      | 20 | John Blanchard            |
| LoGaMo Racing                                | BMW M3 Evolution                                      | 23 | Paul Morris               |
| LoGaMo Racing                                | BMW M3 Evolution                                      | 24 | Geoff Full                |
| LoGaMo Racing                                | BMW M3 Evolution                                      | 25 | Tony Longhurst            |
| Wayne Douglass Motorsport                    | Holden VL Commodore SS Group A SV                     | 22 | Mark Potter Brett Youlden |
| John English                                 | Holden VL Commodore SS Group A SV                     | 24 | John English              |
| Laurie Donaher                               | Holden VL Commodore SS Group A SV                     | 26 | Laurie Donaher            |
| Terry Finnigan                               | Holden VN Commodore SS Group A Holden VP Commodore    | 27 | Terry Finnigan            |
| Don Watson                                   | Holden VL Commodore SS Group A SV                     | 26 | Don Watson                |
| Glenn Seton Racing (Peter Jackson Racing)    | Ford EB Falcon                                        | 30 | Glenn Seton               |
| Glenn Seton Racing (Peter Jackson Racing)    | Ford EB Falcon                                        | 35 | Alan Jones                |
| Mike Twigden                                 | Holden VL Commodore SS Group A SV                     | 32 | Mike Twigden              |
| Pro-Duct Racing                              | Holden VP Commodore                                   | 33 | Bob Pearson               |
| Schembri Motorsport                          | Holden VL Commodore SS Group A SV                     | 36 | Neil Schembri             |
| Challenge Motorsport                         | Holden VL Commodore SS Group A SV                     | 39 | Chris Smerdon             |
| Ian Love                                     | Holden VP Commodore                                   | 40 | Ian Love                  |
| Glenn Mason                                  | Holden VL Commodore SS Group A SV                     | 42 | Glenn Mason               |
| Stuart McColl                                | Holden VL Commodore SS Group A SV                     | 44 | Stuart McColl             |
| Daily Planet Racing                          | Holden VL Commodore SS Group A SV                     | 47 | John Trimbole             |
| PACE Racing                                  | Holden VL Commodore SS Group A SV                     | 50 | Kevin Heffernan           |
| M3 Motorsport                                | BMW M3 2.0                                            | 52 | John Cotter               |
| M3 Motorsport                                | BMW M3 2.0                                            | 53 | Peter Doulman             |
| Brad Stratton                                | Toyota Corolla AE82                                   | 72 | Brad Stratton             |
| Frank Binding                                | Toyota Corolla AE82                                   | 75 | Frank Binding             |
| Barbagallo Motorsport                        | Holden VP Commodore                                   | 77 | Alf Barbagallo            |
| Easton Motorsport                            | Toyota Sprinter AE86                                  | 77 | Gregg Easton              |
| Cadillac Productions                         | Toyota Sprinter AE86                                  | 79 | Mike Conway               |
| Motorsport Developments                      | Toyota Sprinter AE86                                  | 88 | Malcolm Rea Ken Talbert   |
| Phil Johnson                                 | Holden VL Commodore SS Group A SV                     | 97 | Phil Johnson              |

     startował w kategorii do 2.0L

## Kalendarz
| Runda | Tor                               | Data           | Zwycięzca    | Zwycięzca    | Zwycięzca     | Zwycięzca        | Zwycięzca        | Zwycięzca   | Zwycięzca           |
| Runda | Tor                               | Data           | rundy        | kwalifikacji | wyścigu kwal. | wyścigu 1 (2.0L) | wyścigu 1 (5.0L) | wyścigu 2   | Zespół              |
| ----- | --------------------------------- | -------------- | ------------ | ------------ | ------------- | ---------------- | ---------------- | ----------- | ------------------- |
| 1     | Amaroo Park                       | 26-28 lutego   | John Bowe    | T. Mezera    | T. Mezera     | P. Doulman       | D. Johnson       | J. Bowe     | Dick Johnson Racing |
| 2     | Symmons Plains Raceway            | 12-14 marca    | Alan Jones   | G. Seton     | W. Gardner    | P. Doulman       | A. Jones         | A. Jones    | Glenn Seton Racing  |
| 3     | Phillip Island Grand Prix Circuit | 2-4 kwietnia   | Glenn Seton  | G. Seton     | D. Johnson    | P. Doulman       | G. Seton         | G. Seton    | Glenn Seton Racing  |
| 4     | Lakeside International Raceway    | 16-18 kwietnia | Alan Jones   | G. Seton     | A. Jones      | C. Bond          | D. Johnson       | A. Jones    | Glenn Seton Racing  |
| 5     | Winton Motor Raceway              | 14–16 maja     | Glenn Seton  | G. Seton     | D. Johnson    | P. Doulman       | G. Seton         | G. Seton    | Glenn Seton Racing  |
| 6     | Eastern Creek Raceway             | 4-6 czerwca    | Glenn Seton  | G. Seton     | J. Bowe       | C. Bond          | G. Seton         | G. Seton    | Glenn Seton Racing  |
| 7     | Mallala Motor Sport Park          | 2-4 lipca      | Glenn Seton  | G. Seton     | M. Skaife     | J. Smith         | M. Skaife        | G. Seton    | Glenn Seton Racing  |
| 8     | Barbagallo Raceway                | 9-11 lipca     | Jim Richards | J. Richards  | M. Skaife     | J. Smith         | M. Skaife        | J. Richards | Gibson Motor Sport  |
| 9     | Oran Park Raceway                 | 6-8 sierpnia   | Jim Richards | J. Bowe      | P. Brock      | P. Doulman       | P. Brock         | J. Richards | Gibson Motor Sport  |

### Wyniki i klasyfikacja
| Miejsce | Kierowca       | AMA | SYM | PHI | LAK | WIN | EAS | MAL | BAR | ORA | Suma punktów |
| ------- | -------------- | --- | --- | --- | --- | --- | --- | --- | --- | --- | ------------ |
| 1       | Glenn Seton    | 20  | 7   | 34  | 17  | 34  | 33  | 30  | 1   | 15  | 191          |
| 2       | Alan Jones     | 8   | 30  | 19  | 29  | 10  | 20  | 10  | 8   | 14  | 148          |
| 3       | John Bowe      | 23  | 14  | 20  | 19  | 7   | 23  | 16  | 3   | 15  | 140          |
| 4       | Jim Richards   | 12  | 10  | 2   | 0   | 16  | 1   | 4   | 29  | 25  | 99           |
| 5       | Dick Johnson   | 11  | 15  | 19  | 26  | 11  | 0   | 3   | 6   | 2   | 93           |
| 6       | Mark Skaife    | 21  | 10  | 0   | 0   | 4   | 12  | 28  | 12  | NU  | 87           |
| 7       | Tomas Mezera   | 8   | 22  | 11  | NU  | NS  | 6   | 18  | 2   | 18  | 85           |
| 8       | Peter Brock    | NU  | 6   | 5   | 12  | 15  | 4   | 8   | 10  | 22  | 82           |
| 9       | Tony Longhurst | 4   | 2   | 8   | 11  | 22  | 4   | 2   | 16  | 0   | 69           |
| 10      | Peter Doulman  | 9   | 9   | 9   | 4   | 9   | 0   | 6   | 4   | 9   | 59           |
| 11      | John Smith     | 6   | 6   | 6   | 6   | 6   | 0   | 9   | 9   | NU  | 48           |
| 12      | Larry Perkins  | NU  | 1   | 2   | 2   | 3   | 9   | 7   | 13  | 1   | 38           |
| 13      | Neil Crompton  | 1   | 6   | NU  | 1   | 2   | 0   | 0   | 18  | 9   | 37           |
| 14      | Wayne Gardner  | 11  | 3   | 0   | 4   | 0   | 3   | NU  | 6   | 6   | 33           |
| 15      | Colin Bond     | NU  | 4   | 4   | 9   | NU  | 9   | 0   | 6   | NS  | 32           |
| 16      | Paul Morris    | 2   | 1   | 6   | 6   | 3   | 12  | 1   | NU  | 0   | 31           |
| 17      | Brad Stratton  | 2   |     | 2   | 3   | 4   | 2   | 3   |     | 3   | 19           |
| 18      | John Cotter    | 4   |     |     |     |     | 6   |     |     | 6   | 16           |
| 19      | Mike Conway    | 3   |     | 3   |     | 3   | 4   |     |     | 2   | 15           |
| 20      | Frank Binding  | 1   |     |     | NU  |     | 3   |     |     | 4   | 8            |
| 20      | Bob Holden     |     |     |     |     | 2   | 1   | 4   |     | 1   | 8            |
| 22      | Trevor Ashby   | 6   |     |     |     |     | 0   |     |     |     | 6            |
| 23      | Gregg Easton   |     |     |     | 2   |     |     |     |     |     | 2            |
| 23      | Ian Love       |     |     |     |     |     |     |     | 2   |     | 2            |
| 25      | Alf Barbagallo |     |     |     |     |     |     |     | 1   |     | 1            |
| 25      | John Blanchard | 0   | 0   | 1   | 0   | NU  | 0   | 0   | NU  |     | 1            |
| 25      | Ken Talbert    | 0   |     |     |     | 1   |     |     |     |     | 1            |
| Miejsce | Kierowca       | AMA | SYM | PHI | LAK | WIN | EAS | MAL | BAR | ORA | Suma punktów |

| Klucz punktacji                     | Klucz punktacji | Klucz punktacji | Klucz punktacji | Klucz punktacji | Klucz punktacji | Klucz punktacji | Klucz punktacji | Klucz punktacji | Klucz punktacji | Klucz punktacji |
| Miejsce                             | 1               | 2               | 3               | 4               | 5               | 6               | 7               | 8               | 9               | 10              |
| ----------------------------------- | --------------- | --------------- | --------------- | --------------- | --------------- | --------------- | --------------- | --------------- | --------------- | --------------- |
| sesja kwalifikacyjna                | 3               | 0               | 0               | 0               | 0               | 0               | 0               | 0               | 0               | 0               |
| wyścig kwalifikacyjny Dash for Cash | 3               | 2               | 1               | 0               | 0               | 0               |                 |                 |                 |                 |
| wyścig pierwszy (kategoria 2.0L)    | 9               | 6               | 4               | 3               | 2               | 1               | 0               | 0               | 0               | 0               |
| wyścig pierwszy (kategoria 5.0L)    | 9               | 6               | 4               | 3               | 2               | 1               | 0               | 0               | 0               | 0               |
| wyścig drugi (główny)               | 20              | 16              | 14              | 12              | 10              | 8               | 6               | 4               | 2               | 1               |

Pozycje startowe w pierwszym wyścigu ustalane były każdorazowo poprzez kwalifikacje, ale najlepsza szóstka rywalizowała dodatkowo między sobą w krótkim wyścigu nazywanym Dash for Cash, którego wyniki determinowały pierwsze sześć pozycji na starcie wyścigu.
W pierwszym wyścigu każdy z kierowców zdobywał punkty odpowiednie dla miejsca zajętego w swojej kategorii. W drugim wyścigu punkty przyznawano według klasyfikacji generalnej wyścigu.
Miejsce zajęte w danej rundzie określano poprzez zsumowanie wszystkich punktów zdobytych podczas danej rundy. W przypadku takiej samej liczby punktów u kierowców wyższe miejsce zajmował ten, który zajął wyższą pozycję w drugim wyścigu.